# Список аэропортов Монголии
Аэропорты Монголии — наземные авиационные комплексы, предназначенные для приёма, базирования и отправления воздушных судов, как гражданского, так и военного назначения. В монгольском языке для обозначения аэропорта используется термин нисэх онгоцны буудал или просто нисэх буудал, например Алтай нисэх буудал.
По состоянию на 2006 год, в Монголии действует 44 аэропорта:
- 15 аэропортов, имеющих взлётно-посадочную полосу с искусственным покрытием. Десять из них длиной от 2438 до 3047 метров, а две другие — от 1524 до 2437 метров[1].
- 29 аэропортов с грунтовой взлётно-посадочной полосой. Два из них имеют взлётно-посадочную полосу длиной свыше 3047 метров, три — от 2438 до 3047 метров, двадцать четыре аэропорта — от 1524 до 2437 метров, ещё два — от 915 до 1523 метров, один аэропорт имеет взлётно-посадочную полосу длиной менее 914 метров.

В Монголии есть также 1 вертодром.
Международный аэропорт Чингисхан, расположенный в пригороде Улан-Батора, — единственный аэропорт Монголии, выполняющий регулярные международные рейсы. Прямые рейсы осуществляются в Берлин, Москву, Пекин, Хух-Хото, Сеул, Екатеринбург, Иркутск, Улан-Удэ и Токио.
Четырёхзначные ICAO-коды для аэропортов Монголии начинаются с ZM.
Гражданские аэропорты находятся, в основном, под юрисдикцией Администрации гражданской авиации Монголии. Воздушный контроль в аэропортах Монголии находится в ведении ВВС Монголии.

## Гражданские аэропорты Монголии
Настоящий список гражданских аэропортов Монголии сгруппированных по типу аэропорта (международные и местные). Аэропорты перечислены в алфавитном порядке их названия на русском языке. В таблице представлены 30 крупных аэропортов Монголии. Аэропорты с самым большим пассажиропотоком выделены жирным шрифтом.
Цветами в первом столбце таблицы отмечены:
 Международный аэропорт (и аэропорт, выполняющий международные рейсы, не имея статуса международного)
 Местный аэропорт (то есть не выполняющий международных рейсов)
 Аэродром
 Закрытый аэродром.

## Военные аэродромы
Вооруженными силами Советского Союза было построено в Монголии 6 военных аэродромов. Пять из них, располагающиеся вдоль железной дороги от Налайха до Сайншанда находятся в удовлетворительном состоянии, взлетно-посадочная полоса хорошо сохранилась; однако в некоторых из них часть ангаров разобрана. Все военные аэродромы находятся в ведении ВВС Монголии.
Один из бывших советских военных аэродромов в настоящее время реконструирован и используется гражданской авиацией как аэропорт Чойбалсан.
Комментарии:
1. ↑  Ныне не действует.  Взлётно-посадочная полоса разобрана, плитами с неё вымощены площадки у вокзалов Сайншанд и Замын-Ууд.
2. ↑  Ныне гражданский и выполняет международные рейсы.

## Пассажиропоток
В таблице представлены аэропорты Монголии перевозящие более 10 000 пассажиров за год.

## Расположение аэропортов
Условные обозначения:
- Международные аэропорты (или аэропорты, выполняющие международные рейсы, не имея статуса международного)
- Местные аэропорты (не выполняющие международных рейсов или выполняющие чартерные международные рейсы зарубежных авиакомпаний)
- Аэродромы (действующие)
- Военные авиабазы (в том числе не действующие)